# Potong Pasir (metrostation)
Potong Pasir is een metrostation van de metro van Singapore aan de North East Line.